# Rachael Stirling
Rachael Stirling, född 30 maj 1977, är en brittisk skådespelare. Hon är dotter till skådespelaren Diana Rigg. 
Stirling har medverkat i bland annat filmen Still Crazy och TV-serien Tipping the Velvet. Hon har även varit med i ett avsnitt av tv-filmserien Agatha Christie's Poirot, där hon spelade Caroline Crale i filmatiseringen av Fem små grisar.
1999 var hon en av de skådespelare som utsågs till Shooting Stars Award vid Filmfestivalen i Berlin.

## Filmografi i urval
- 1998 – Still Crazy
- 2000 – Maybe Baby
- 2001 – The Triumph of Love
- 2002 – Tipping the Velvet (TV-serie)
- 2009 – Young Victoria
- 2011 – Laxfiske i Jemen
- 2012–2014 – Bletchley circle (TV-serie)
- 2012 – Snow White and the Huntsman